# Motey-sur-Saône
Motey-sur-Saône là một xã ở tỉnh Haute-Saône trong vùng Bourgogne-Franche-Comté phía đông nước Pháp.